# Vrhi Vinagorski
Vrhi Vinagorski is een plaats in de gemeente Pregrada in de Kroatische provincie Krapina-Zagorje. De plaats telt 137 inwoners (2001).